# Джеймс-Сіті (Північна Кароліна)
Джеймс-Сіті (англ. James City) — переписна місцевість (CDP) в США, в окрузі Крейвен штату Північна Кароліна. Населення — 5291 особа (2020).

## Географія
Джеймс-Сіті розташований за координатами 35°3′27″ пн. ш. 77°0′35″ зх. д. / 35.05750° пн. ш. 77.00972° зх. д. (35.057616, -77.009762).  За даними Бюро перепису населення США в 2010 році переписна місцевість мала площу 35,95 км², з яких 19,65 км² — суходіл та 16,30 км² — водойми.

## Демографія
Згідно з переписом 2010 року, у переписній місцевості мешкало 5899 осіб у 2367 домогосподарствах у складі 1624 родин. Густота населення становила 164 особи/км².  Було 2636 помешкань (73/км²).
Расовий склад населення:
| - 79,9 % — білих - 13,5 % — чорних або афроамериканців - 1,1 % — азіатів - 0,4 % — корінних американців - 0,1 % — вихідців з тихоокеанських островів - 2,7 % — осіб інших рас |

До двох чи більше рас належало 2,4 %. Частка іспаномовних становила 5,9 % від усіх жителів.
За віковим діапазоном населення розподілялося таким чином: 22,3 % — особи молодші 18 років, 61,2 % — особи у віці 18—64 років, 16,5 % — особи у віці 65 років та старші. Медіана віку мешканця становила 40,6 року. На 100 осіб жіночої статі у переписній місцевості припадало 97,0 чоловіків;  на 100 жінок у віці від 18 років та старших — 92,7 чоловіків також старших 18 років.
Середній дохід на одне домашнє господарство  становив 63 066 доларів США (медіана — 47 729), а середній дохід на одну сім'ю — 75 507 доларів (медіана — 63 611). Медіана доходів становила 41 500 доларів для чоловіків та 32 428 доларів для жінок. За межею бідності перебувало 13,6 % осіб, у тому числі 18,6 % дітей у віці до 18 років та 7,2 % осіб у віці 65 років та старших.
Цивільне працевлаштоване населення становило 2443 особи. Основні галузі зайнятості: освіта, охорона здоров'я та соціальна допомога — 18,3 %, публічна адміністрація — 14,7 %, науковці, спеціалісти, менеджери — 11,3 %, мистецтво, розваги та відпочинок — 10,4 %.